# Sachelar
Sachelar este un rang onorific bisericesc în Biserica Ortodoxă, care se conferă preoților cu o activitate pastorală bogată de către episcopul eparhiot. Preoții care au un asemenea rang poartă ca semn distinctiv un brâu albastru.
În Biserica Ortodoxă Română, conform articolului 145, alineatul 1 din Statutul BOR, "rangul de sachelar se acordă de Chiriarh preoților care au o activitate bisericească bogată. Sachelarul poartă ca semn distinctiv brâu albastru." 
În Imperiul Bizantin desemna un oficial care avea funcții administrative și financiare (cf. lb. greacă sakellē sau sakellion, „vistierie”).